# Jodenhoed

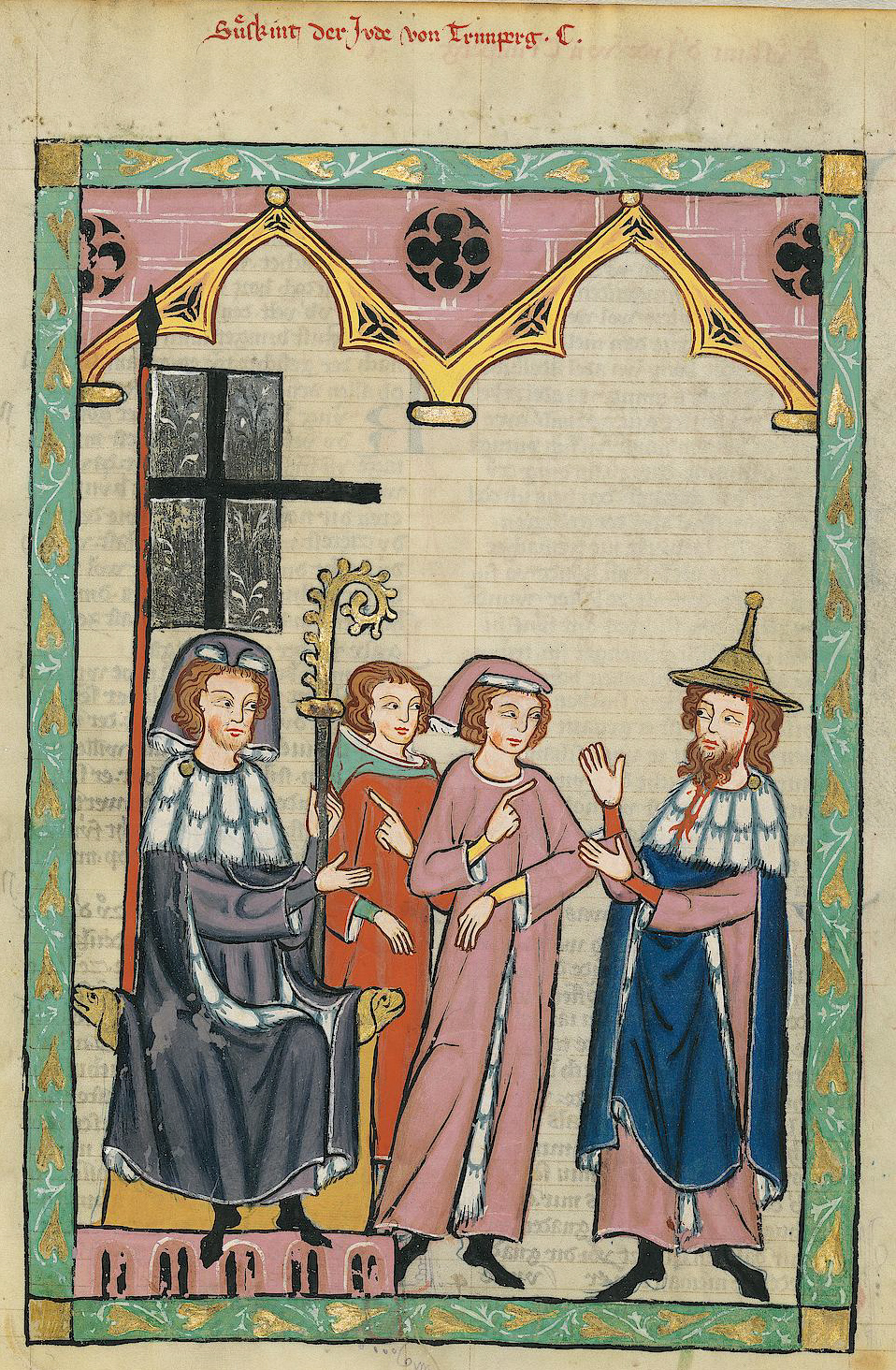
Tekening in de Codex Manesse.
De dichter Süßkind, "de Jood van Trimberg", herkenbaar door baard en hoed, is in gesprek met een functionaris die zetelt onder de banier van de bisschop van Konstanz

Wapen van de Tsjechische plaats Česká Třebová

Een Jodenhoed (Latijn: pileum cornutum, 'gehoornde hoed') is een kegelvormig hoofddeksel dat mensen die het Joodse geloof aanhingen tijdens de middeleeuwen in Europa droegen. De veelal in wit of geel uitgevoerde punthoed was in gebruik tussen 717 en 1586. In de 11e tot 14e eeuw was de hoed een gebruikelijk onderdeel van de kleding van de Asjkenazische Joden. Het Vierde Lateraans Concilie (1215) van de Rooms-Katholieke Kerk, onder leiding van paus Innocentius III, legde als regel van de Rooms-Katholiek Kerk vast, dat mensen met het Joodse of mohammedaanse geloof een uiterlijk kenmerk van hun geloof moesten dragen. Deden ze dat niet, was er een opsporende, berechtende en uitvoerende organisatie opgericht door de Katholieken, de Inquisitie, die overtreders van de kerkelijke regel (streng) bestrafte. Ook werd handhaving bij de wereldlijke heersers gelegd, die daartoe alleen verplicht konden worden door de kerk als er een (juridische) machtsverhouding bestond. In veel landen werd dit de Jodenhoed of een geel insigne.

## Voorschrift
De verantwoordelijkheid voor de handhaving van de regel werd door het concilie bij de wereldlijke macht gelegd. Die moest aan Joden, Saracenen en moslims merktekens voorschrijven en het gebruik afdwingen. De merktekens konden per streek verschillen, zodat de Jodenhoed niet overal ingevoerd werd. In Duitsland was de Spitzhut (spitshoed) al langere tijd een gebruikelijk onderdeel van de Joodse kleding, maar ook anderen droegen dergelijke hoeden. In de tijd dat dragen van de hoed als regel van de Rooms-Katholieke Kerk gold, verdween de spitse hoed, waarna regionale kerkvergaderingen erop aandrongen dat Joden ze moesten blijven dragen. In de 15e eeuw werd de hoed in sommige streken gaandeweg vervangen door een gele of rode Jodenring.
In de late middeleeuwen bestond er een gebruik, christelijke vrouwen die geslachtsverkeer met Joden hadden gehad als straf op een kar door het dorp te rijden of een jodenhoed te laten dragen. De regel dat Joden zich kenmerkend moesten kleden verdwenen in de Eeuw van de Rede langzaam. De Franse Revolutie zorgde voor definitieve afschaffing. De nazi's grepen met de Jodenster en andere merktekens terug op het stigmatiseren en uitmoorden van uiteenlopende groepen, zoals Joden, zigeuners, politieke tegenstanders en anderen die niet pasten in hun Arische fictie.

## Jodenhoed in kunst en heraldiek
In de Europese iconografie werd de Jodenhoed zozeer kenmerk van het jodendom dat ook de mannelijke figuren van het Oude Testament Jodenhoeden opgezet kregen. Ook in de heraldiek ging de Jodenhoed een rol spelen, met name in helmtekens. Zo werd de "Joodse held" Judas Makkabeüs als helmteken gevoerd, te herkennen aan zijn Jodenhoed of heidenhoed. Uniek is de "joodse" haan in het wapen van het Tsjechische plaatsje Česká Třebová.
Christus werd niet met een Jodenhoed afgebeeld. De middeleeuwse Europese christenen gaven weinig aandacht aan de veronderstelde Joodse afstamming van Jezus.